# Talbrücke Obere Argen
Die Talbrücke Obere Argen ist ein 730 m langes Brückenbauwerk der Bundesautobahn 96. Die Autobahnüberführung besteht unter anderem aus einer einhüftigen Schrägseilbrücke in Kombination mit einer Unterspannung, eine Konstruktionsart, die erstmals in Deutschland zur Anwendung kam.
Das Bauwerk liegt zwischen den Autobahnanschlussstellen Weißensberg und Wangen-West in der Nähe des Wangener Stadtteils Neuravensburg. Die Brücke überspannt mit neun Feldern in einer Höhe von maximal 40 m die Obere Argen und zwei Wirtschaftswege. Wegen eines Rutschhanges hat das südliche Endfeld eine Stützweite von 258 m. Die Trasse der Autobahn ist im Bereich der Brücke im Grundriss mit einem Radius von 3000 m gekrümmt. Gebaut wurde die Überführung zwischen 1985 und 1990.

## Konstruktion
Das zweigeteilte Bauwerk besteht im nördlichen Abschnitt aus einer 381 m langen Spannbetonhohlkastenbrücke, die durch Doppelpfeiler mit einer dazwischen angeordneten Dehnfuge vom südlichen Teil mit einer 349 m langen Stahlbrücke getrennt ist.

### Spannbetonbrücke
Die Spannbetonbrücke hat zwei getrennte Überbauten, in Längsrichtung mit einem Durchlaufträger als Bauwerkssystem. In Querrichtung sind die Überbauten als einzellige Hohlkästen mit einer Konstruktionshöhe von 3,75 m ausgebildet. Das Randfeld hat 47,0 m Stützweite, die nächsten fünf Felder sind 55,8 m weit gespannt und das letzte Feld besitzt eine Stützweite von 50,0 m. Der Achsabstand der Doppelpfeiler ist 10,0 m. Festpunkt der Brücke ist das nördliche Widerlager. Die Bauausführung erfolgte im Taktschiebeverfahren.

### Stahlbrücke
Die Stahlbrücke hat einen gemeinsamen Überbau für beide Richtungsfahrbahnen mit einem Durchlaufträger als Bauwerkssystem in Längsrichtung. In Querrichtung ist der Überbau als einzelliger Hohlkasten mit einer 29 m breiten orthotropen Fahrbahnplatte ausgebildet. Die Konstruktionshöhe beträgt 3,75 m bei einer Kastenbreite von 9,4 m. Querträger im Abstand von ungefähr 3,9 m sowie Diagonalstreben im doppelten Abstand tragen die 9,8 m auskragende Fahrbahn. 
Die Stützweiten betragen 86,0 m sowie 258,0 m beim Endfeld. Das lange Feld wird durch eine kombinierte Unterspannung und Schrägaufhängung mit einem nur 55 m hohen A-Pylon aus Stahlbeton überbrückt, der am südlichen Brückenende angeordnet ist. Dieser hat in Brückenachse zwei Seilabspannungen, die in Rasterlängen von je 43 m im Überbau verankert sind. Die zweite Abspannung geht in die Unterspannung über, die von drei sogenannten Luftstützen mit Abständen von 43 m gestützt wird. Die Unterspannung ist am ersten Talpfeiler im Überbau verankert. Die Abspannungsseile hinter dem Pylon sind 55 m hinter dem Widerlager in einem Schwergewichtsfundament verankert. Dabei wird der horizontale Kraftanteil über Druckriegel in den Brückenüberbau zurückgeleitet.
Die Montage erfolgte bei Abschnittslängen von 15 m im Freivorbau mit Hilfsstützen.

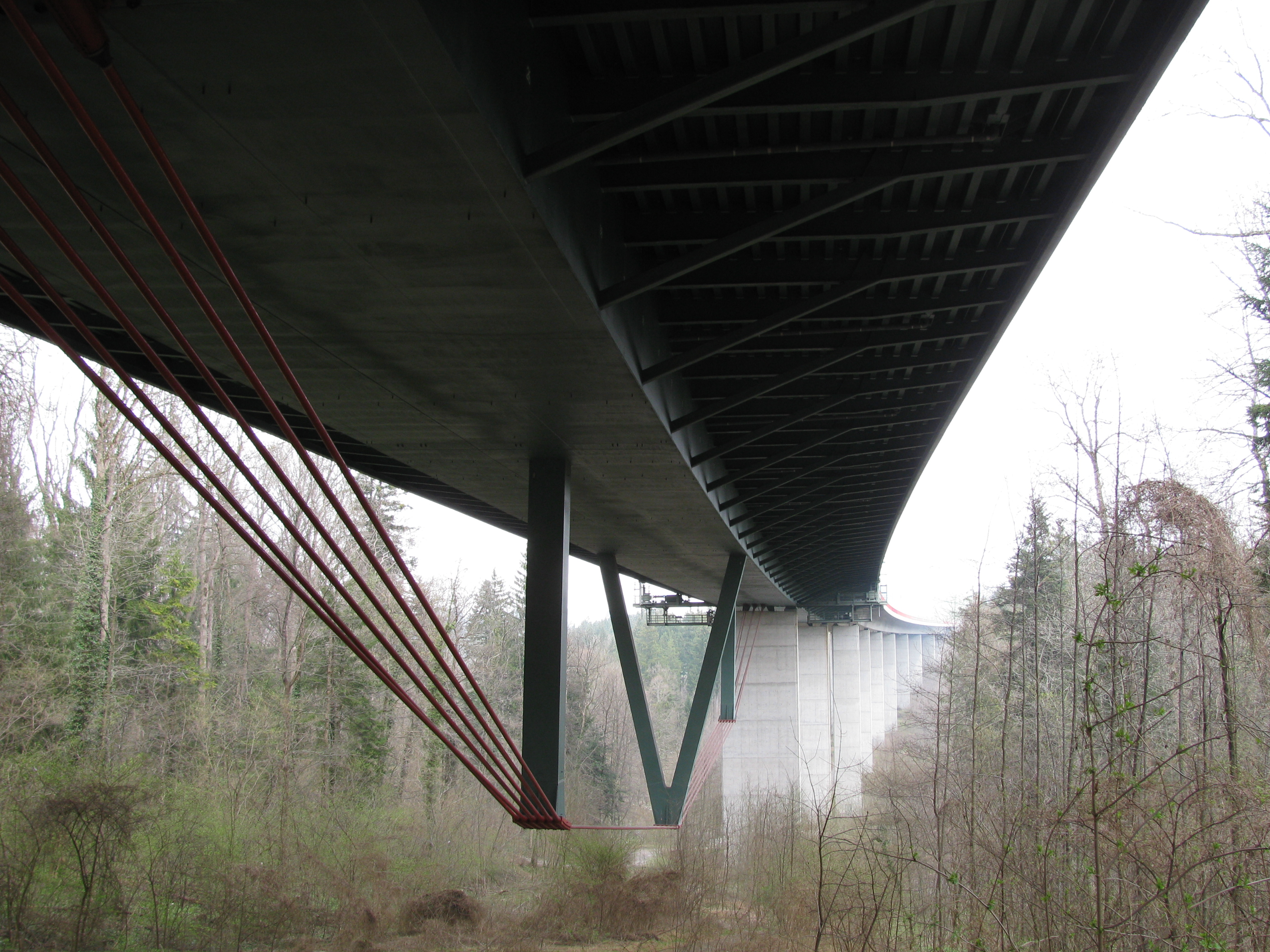
Brückenuntersicht
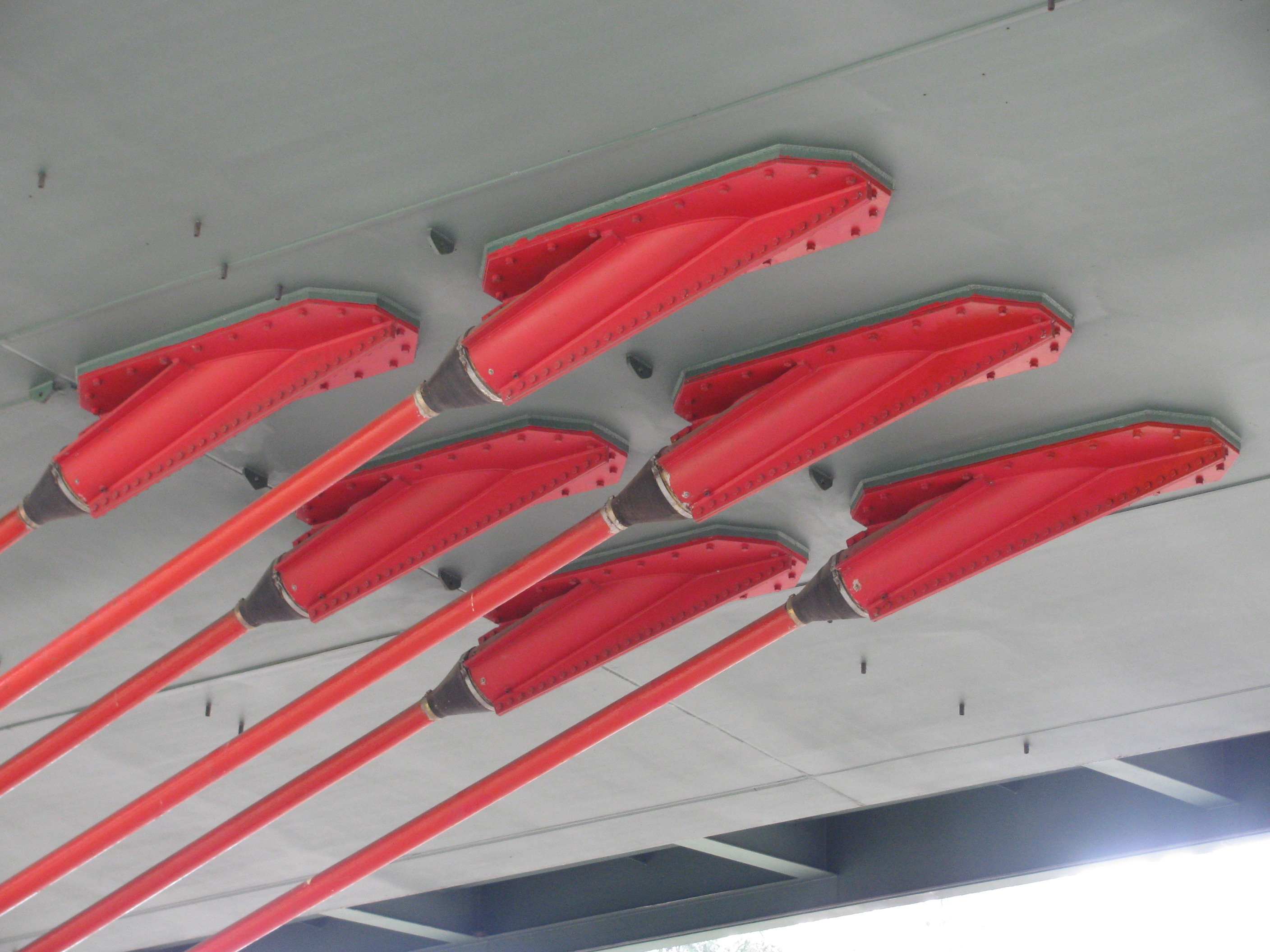
Verankerung der Unterspannung
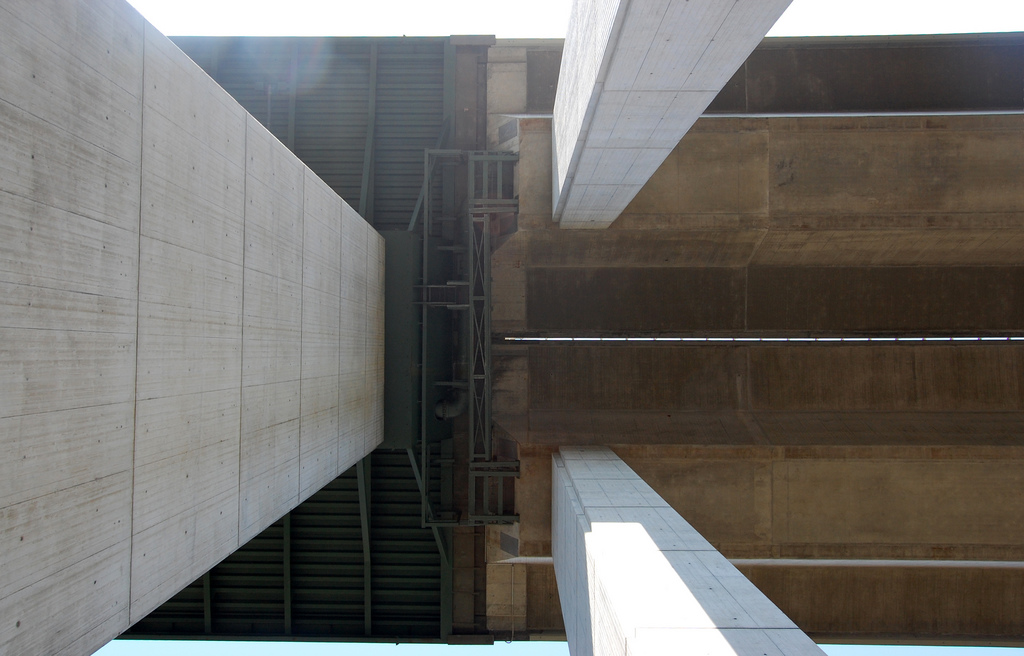
Brückenuntersicht, Dehnfuge zwischen Stahlbrücke und Spannbetonbrücke